# Ole Hyldtoft
|  | Ikke at forveksle med forfatteren Ole Hyltoft |
Ole Hyldtoft (født 1943) er en dansk historiker med speciale i erhvervs- og industrihistorie og industrialiseringen af Danmark. Han er dr.phil. og lektor ved Københavns Universitet. For tiden leder han projektet Mad, drikke og tobak i Danmark i det 19. århundrede.
Hyldtoft er formand for Selskabet til Bevaring af Industrimiljøer og har været dansk repræsentant i industrikulturarvsforeningen TICCIH.

## Hovedværker
- Københavns Industrialisering 1840-1914, Gylling: Systime 1981. ISBN 87-7351-255-9
- Den lysende gas: Etableringen af det danske gassystem 1800-1890, Systime 1994. ISBN 87-7783-444-5
- Dansk industri efter 1870. Bd 4: Teknologiske forandringer i dansk industri 1870-1896, Odense Universitetsforlag 1996. ISBN 87-7492-659-4 & ISBN 87-7838-150-9
- Statistik. En introduktion for historikere, Systime 1999. ISBN 87-616-0077-6
- Danmarks økonomiske historie 1840-1910, Systime 1999. ISBN 87-7783-068-7
- Dansk industri efter 1870. Bd 7: Teknologiske forandringer i dansk industri 1896-1930, Odense Universitetsforlag 2005. ISBN 87-7838-896-1

## Artikler
- Ole Hyldtoft: "Københavns industrialisering 1840-1914. En kommentar om teori, faser, dampmaskiner m.v." (Historisk Tidsskrift, Bd. 15, rk. 2; 1987)
- Ole Hyldtoft: "Uløste problemer i de danske historiske nationalregnskaber"(Nationaløkonomisk Tidsskrift, Bind 132 - 3; 1994)